# Pascal Fardoulis
Pascal Michel André Fardoulis est un acteur français né à Paris 15e le 3 juin 1939 et mort au Plessis-Robinson le 28 mars 1988.
Il est le fils de l'écrivain Michel Fardoulis-Lagrange et le frère de Laure Fardoulis.

## Filmographie
- 1958 : Les Tripes au soleil de Claude Bernard-Aubert
- 1959 : Le Saint mène la danse de Jacques Nahum
- 1960 : Les Godelureaux de Claude Chabrol
- 1960 : Les Mordus de René Jolivet
- 1961 : La Gamberge de Norbert Carbonnaux
- 1962 : L'Itinéraire marin de Jean Rollin
- 1965 : Paris brûle-t-il ? de René Clément
- 1965 : Les Pays loin de Jean Rollin (court métrage)
- 1966 : Un idiot à Paris de Serge Korber
- 1967 : Le Pacha de Georges Lautner : Un homme de la bande d'Emile
- 1968 : À quelques jours près d'Yves Ciampi
- 1968 : Béru et ces dames de Guy Lefranc
- 1968 : La Voie lactée de Luis Buñuel
- 1969 : La Vampire nue de Jean Rollin : Robert